# Fimbristylis caespitosa
Fimbristylis caespitosa är en halvgräsart som beskrevs av Robert Brown. Fimbristylis caespitosa ingår i släktet Fimbristylis och familjen halvgräs. Inga underarter finns listade i Catalogue of Life.